# Autoestrada A8-1
La A8-1 – Circular Oriental de Leiria es una autopista que conecta la A8 con el IC2 – Leiria Norte, con un total de 3,2 km. Tiene una orientación Norte-Sur y también sirve como enlace del IC2 con la A1 a través del IC36.
La A8-1 forma parte de la Subconcesión del Litoral Oeste, adjudicada el 26 de febrero de 2009 a AELO – Autoestradas do Litoral Oeste, SA.

## Estado de los tramos
| Tramo                          | Situación   | km  |
| ------------------------------ | ----------- | --- |
| IC 2 Leiria Norte – A 8 Pousos | En servicio | 3,2 |

## Configuración
| Tramo                          | Configuración | Extensión |
| ------------------------------ | ------------- | --------- |
| IC 2 Leiria Norte – A 8 Pousos |               | 3,2 km    |